# Hanada Chikara
Hanada Chikara (花田 力 Hanada Chikara, sinh ngày 24 tháng 11 năm 1993) là một cầu thủ bóng đá người Nhật Bản. Anh thi đấu cho Tochigi Uva FC.

## Sự nghiệp thi đấu
Hanada Chikara thi đấu cho Japan Soccer College từ năm 2012 đến năm 2014. Anh chuyển đến Grulla Morioka năm 2015 và đến Tochigi Uva FC năm 2016.

## Thống kê câu lạc bộ
Cập nhật đến ngày 20 tháng 2 năm 2018.
| Thành tích câu lạc bộ | Thành tích câu lạc bộ | Thành tích câu lạc bộ | Giải vô địch | Giải vô địch | Cúp                   | Cúp                   | Tổng cộng | Tổng cộng |
| Mùa giải              | Câu lạc bộ            | Giải vô địch          | Số trận      | Bàn thắng    | Số trận               | Bàn thắng             | Số trận   | Bàn thắng |
| Nhật Bản              | Nhật Bản              | Nhật Bản              | Giải vô địch | Giải vô địch | Cúp Hoàng đế Nhật Bản | Cúp Hoàng đế Nhật Bản | Tổng cộng | Tổng cộng |
| --------------------- | --------------------- | --------------------- | ------------ | ------------ | --------------------- | --------------------- | --------- | --------- |
| 2012                  | Japan Soccer College  | JRL (Hokushinetsu)    | 0            | 0            | 0                     | 0                     | 0         | 0         |
| 2013                  | Japan Soccer College  | JRL (Hokushinetsu)    | 9            | 0            | 0                     | 0                     | 9         | 0         |
| 2014                  | Japan Soccer College  | JRL (Hokushinetsu)    | 0            | 0            | 0                     | 0                     | 0         | 0         |
| 2015                  | Grulla Morioka        | J3 League             | 4            | 0            | 0                     | 0                     | 4         | 0         |
| 2016                  | Tochigi Uva FC        | JFL                   | 12           | 0            | 1                     | 0                     | 13        | 0         |
| 2017                  | Tochigi Uva FC        | JFL                   | 20           | 0            | 1                     | 0                     | 21        | 0         |
| Tổng                  | Tổng                  | Tổng                  | 45           | 0            | 2                     | 0                     | 47        | 0         |